# Château Caldoresco
Ne doit pas être confondu avec Château Caldora ou Château Cantelmo-Caldora.
Le château caldoresco est un château situé dans la commune de Vasto, province de Chieti, dans les Abruzzes.

## Histoire

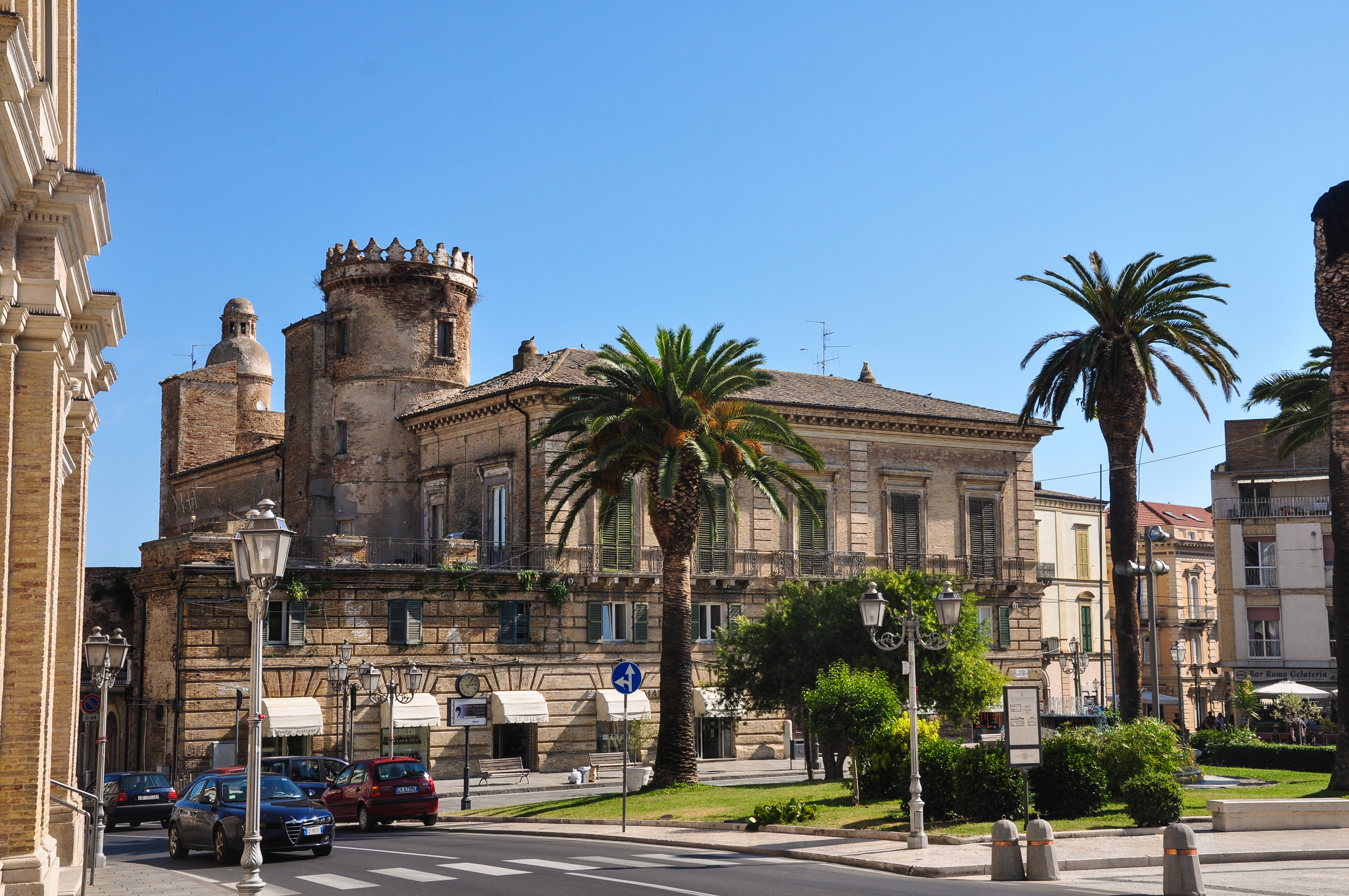
Façade arrière du château avec le palais Palmieri

Le château Caldoresco a été édifié sur une structure préexistante en 1439 par Giacomo Caldora, après être devenu marquis du Vasto. Les travaux de construction furent confiés par lui à l'ingénieur siennois Mariano di Jacopo, surnommé « il Taccola ». Le complexe présentait à l'origine un plan carré avec quatre bastions (dont seulement deux sont encore présents), articulé autour d'une cour centrale, selon un modèle inspiré de l'architecture militaire souabe-angevine. Toutefois, le plan originel comprenait également un donjon de plan carré construit entre le XIVe et le XVe siècle, transformé en 1439 par Giacomo Caldora.
En 1464, le château résista à un siège de trois mois mené par l'armée du roi du royaume de Naples Ferdinand Ier d'Aragon contre le marquis Antonio Caldora, fils de Giacomo. À la fin du siège, le château fut partiellement démoli par la population de Vasto.
En 1497, avec l'investiture de Vasto à la famille d'Avalos, le système défensif de la ville fut renforcé et le château, situé en l'un des points les plus vulnérables de l'enceinte murale, fut encore fortifié par l'ajout de quatre bastions en forme d'amande. Ces structures présentent, selon certaines études, des caractéristiques pouvant les attribuer au siennois Francesco di Giorgio Martini, vu la présence d'éléments communs à d'autres interventions de l'ingénieur militaire dans le royaume de Naples vers la fin du XVe siècle.
Dans la seconde moitié du XVIe siècle, le château fit l'objet de travaux de restauration, réalisés pour réparer les dommages causés par l'expédition de Piyale Paşa en 1566. En 1605, Innico III d'Avalos céda le château à l’universitas de Vasto, qui l'utilisa comme tribunal et prison.

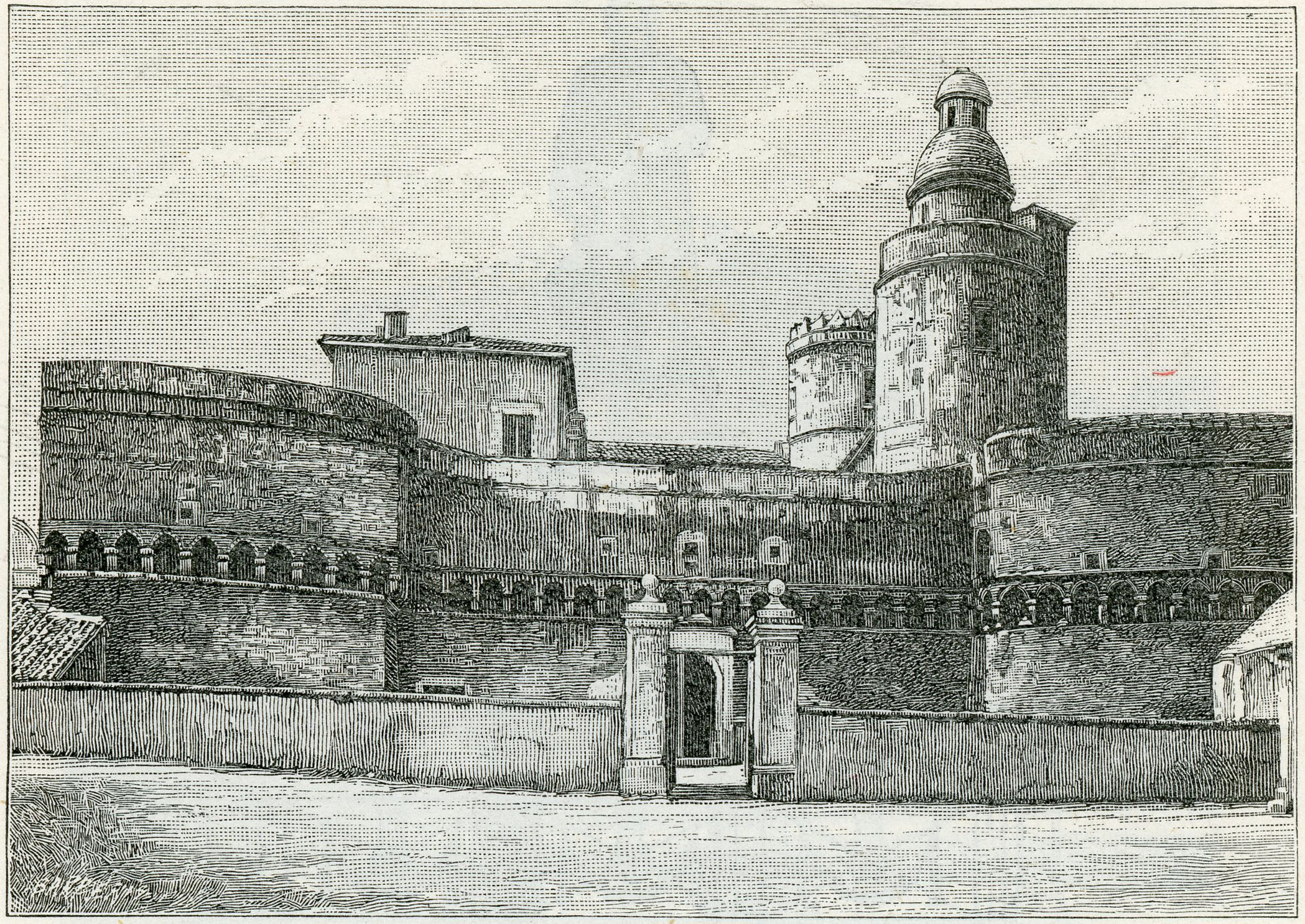
Portrait de la façade principale du château, montrant l'enceinte extérieure et une partie des barbacanes, aujourd'hui disparus

En 1701, il fut racheté par Cesare Michelangelo d'Avalos, inquiet d'une possible expédition punitive du vice-roi de Naples en raison de son implication dans la conjuration de Macchia. Cesare Michelangelo entreprit de restructurer l'édifice et reconstruisit les tours, leur donnant leur forme contemporaine. Les travaux réalisés à cette époque sont rapportés par le chroniqueur local Diego Maciano dans sa Chronique de Vasto: « Le seigneur marquis commença à réparer le château pour y construire une magnifique tour, et d'autres murs, en creusant le fossé autour de ladite forteresse, et en y faisant de nombreuses choses nécessaires pour y résider ». À la mort de Cesare Michelangelo, en 1729, le château entra dans une phase d'abandon. Important pour la recherche historique est l'inventaire de 1742 de la ville de Vasto, qui fournit un aperçu de l'aspect et de l'état de diverses structures municipales, y compris le château Caldoresco.
En 1816, le château fut acheté par le propriétaire terrien Salvatore Palmieri. Ce dernier confia à l'architecte Nicola Maria Pietrocola la transformation du château en une résidence pour sa famille. Vers le milieu du XIXe siècle, Pietrocola réalisa une série de modifications et de démolitions, intégrant au château un nouveau bâtiment, le palais Palmieri, caractérisé par une façade de style néoclassique donnant sur la place Gabriele Rossetti.
Un auteur local, l'ingénieur et architecte Filippo Laccetti, écrivait en 1905 que le château Caldoresco était une propriété privée et, bien qu'il fût d'une architecture remarquable, il ne restait de l'ancienne architecture militaire que le souvenir.

## Caractéristiques
Le château est situé sur un promontoire dominant la côte. Il se compose de quatre corps délimitant une cour intérieure, avec les côtés les plus longs orientés est-ouest et des bastions sur trois des quatre angles. Les éléments archaïques sont visibles par des saillies sur les bastions. Les façades occidentale et septentrionale conservent des structures d'origine malgré les lourdes intégrations et substitutions effectuées au XIXe siècle. Il a été représenté dans la série philatélique ordinaire italienne des années 1980 intitulée « Castelli d'Italia » et figurait sur le timbre-poste d'une valeur de 1 400 ₤.